# Cubas flag
Cubas flag består af tre blå striber på en hvid bund og en rød trekant med en hvid stjerne. Flaget er i størrelsesforholdet 1:2.
De blå striber symboliserer landets tre oprindelige provinser, mens de hvide striber står for den revolutionære sags renhed. Den røde triangel står for frihed, lighed og broderskab, mens farven skal repræsentere de blodige slag, som er blevet udkæmpet for nationens selvstændighed. Den hvide stjerne symboliserer national selvstændighed.
Flaget blev officielt godkendt 20. maj 1902, men har rødder tilbage til 1849. Flaget blev skabt under et møde af eksil-cubanere i New York i juni 1849, som et symbol for uafhængighedskampen mod kolonimagten Spanien. General Narcisio Lòpez regnes som ophavsmand til flaget, mens Emilia Teurbe Tolón skal have syet det første virkelige flag. Dette første eksemplar af flaget fandt senere vej til Cuba og blev et mønster for det uafhængige Cubas flag. Flaget er siden forblevet uændret under skiftende politiske regimer.
Cubas flag har stået model for udformningen af Puerto Ricos flag hvor blåt og rødt har byttet plads.
Cubas flag benyttes uforandret i funktionerne som nationalflag, koffardiflag, statsflag og orlogsflag. Søforsvarets gøs er vandret delt med blå nederst og det øvre felt delt lodret i lige store røde og hvide felter. En hvid stjerne findes i det røde felt.

## De cubanske flag gennem historien
- Bourgognekorsets flag (1521–1843)
- Latinamerikas flag (1843–1873; 1874–1898)
- Den første spanske republiks flag (1873–1874)
- Céspedes flag i tiårskrigen (1868–1878)
- Cubas første republiks flag (1902–1906; 1909–1959)[1]
- 26. juli-bevægelsens flag
- Cubas premierministers flag (1959-1976)
- Cubas præsidents standard
- Flag for den militære regering i USA i Cuba (1898-1902; 1906–1909)